# Нанси Холдър
Нанси Холдър (на английски: Nancy Holder) е американска писателка на бестселъри в жанра научна фантастика, фентъзи, хорър, и паранормален и съвременен любовен роман.
Писала е и под псевдонимите Лоръл Чандлър (Laurel Chandler), Уенди Дейвис (Wendi Davis).

## Биография и творчество
Холдър е родена на 23 август 1953 г. в Лос Алтос, Калифорния, САЩ. Израства за известно време в Уолнът Крийк. Баща ѝ е преподавател по психология, който първо преподава в Станфорд, а после преминава на работа във Военноморския флот. Семейството живее по крайбрежието на Калифорния и в продължение на три години в Япония. На 16 години тя напуска училище, за да бъде балерина в Кьолн, Германия, а по-късно се премества във Франкфурт на Майн.
Връща се в Калифорния и учи в Университета на Калифорния в Сан Диего, който завършва с бакалавърска степен по журналистика. На 27 декември 1980 г. се омъжва за Уейн Холдър. Имат дъщеря – Бел. Развеждат се по-късно.
Скоро след дипломирането си започва да пише. Първият ѝ роман за юноши „Teach Me to Love“ е публикуван през 1982 г. под псевдонима Уенди Дейвис.
Следват няколко любовни романа, но постепенно се насочва към жанровете хорър и фентъзи. Пише голяма част от произведенията свързани със сериалите „Бъфи, убийцата на вампири“, „Сабрина младата вещица“ и „Смолвил“.
Заедно с писателката Деби Вигие пишат няколко хорър поредици.
Едни от най-известните ѝ поредици „Зло“ и „Обсебване“ са международни бестселъри в списъците на „Ню Йорк Таймс“, „Лос Анджелис Таймс“, „Амазон“, „Локус“ и др. Четири пъти е носител на наградата „Брам Стокър“ на Асоциацията на писателите на хоръри, като е първата жена носител на наградата.
Преподава творческо писане в Университета на Южен Мейн, а преди това е преподавала в Калифорнийския университет.
Нанси Холдър живее в Сан Диего, Калифорния.

## Произведения

### Като Нанси Холдър

#### Самостоятелни романи
- Teach Me to Love (1982) – с псевдоним Уенди Дейвис
- Jessie's Song (1983) – с псевдоним Нанси Л. Джонс
- Sealed with a Kiss (1984) – с псевдоним Уенди Дейвис
- Winner Take All (1984)
- The Greatest Show On Earth (1984)
- Finders Keepers (1985)
- His Fair Lady (1985)
- Out of This World (1985)
- Once in Love with Amy (1986)
- Смарагдов огън, Emerald Fire (1986)
- Rough Cut (1990)
- Cannibal Dwight's Special Purpose (1992)
- The Ghosts of Tivoli (1992)
- Making Love (1993) – с Мелани Тем
- Witch-Light (1996) – с Мелани Тем
- Pearl Harbor, 1941 (2000)
- Pretty Little Devils (2006)
- On Fire: A Teen Wolf Novel (2012)

#### Серия „Звезди на хазарта“ (Gambler's Star)
1. The Six Families (1998)
2. Legacies and Lies (1999)
3. Invasions (2000)

#### Серия „Зло“ (Wicked) – с Деби Вигие
1. Witch (2002)
2. Curse (2003) – с Камил Войнър
3. Legacy (2003)
4. Spellbound (2003)
5. Resurrection (2009)

#### Серия „Дарба“ (Gifted)
1. Daughter of the Flames (2006)
2. Daughter of the Blood (2006)
3. Son Of The Shadows (2008)
4. Son of the Sea (2008)

#### Серия „Обсебване“ (Possessions)
1. Обсебване, Possessions (2009)
2. The Evil Within (2010)
3. The Screaming Season (2011)

#### Серия „Спасяването на Грейс“ (Saving Grace)
1. Cry Me a River (2009)
2. Tough Love (2010)

#### Серия „Кръстоносен поход“ (Crusade) – с Деби Вигие
1. Crusade (2010) – издаден и като „The Cursed Ones“
2. Damned (2011)
3. Vanquished (2012)
4. Passing (2011)

#### Серия „Вълчи извори“ (Wolf Springs Chronicles) – с Деби Вигие
1. Unleashed (2011)
2. Hot Blooded (2012)
3. Savage (2013)
4. The Rules (2015)

#### Серия „Чикагската пожарна“ (Chicago Fire)
1. Chicago Fire (2014) – по телевизионния сериал

#### Серия „Красавицата и звяра“ (Beauty & the Beast)
1. Vendetta (2014)
2. Some Gave All (2015)

#### Серия „Дамата с доминото“ (Domino Lady)
1. Sex as a Weapon (2008) – с Чък Диксън и Си Джей Хендерсън
2. Blonde Ambition (2012)

#### Участие в общи серии с други писатели

##### Серия „Шотландски боец“ (Highlander)
4. Measure of a Man (1997)
от серията има още 17 романа от различни автори

##### Във вселената на „Бъфи – убийцата на вампири“

###### Серия „Бъфи – убийцата на вампири“ (Buffy the Vampire Slayer)
- The Watcher's Guide Volume 1 (1998) – с Кристофър Голдън
- Sunnydale High Yearbook (1999) – с Кристофър Голдън
- The Gatekeeper Trilogy (omnibus) (1999) – с Кристофър Голдън
- The Book of Fours (2001)
- The Watcher's Guide Volume 2 (2003) – с Мериелизабет Харт и Джеф Мариот
- Blood and Fog (2003)
- Chosen: The One (2003)
- Tales of the Slayer, Volume 4 (2004)
- Keep Me In Mind (2005)
- Queen of the Slayers (2005)
- Carnival of Souls (2006)

от серията има още 40 романа от различни автори

###### Серия „Бъфи – убийцата на вампири /за възрастни/“ (Buffy the Vampire Slayer /For Mature Audiences/)
1. Child of the Hunt (1998) – с Кристофър Голдън
3. Out of the Madhouse (1997) – с Кристофър Голдън
4. Ghost Roads (1999) – с Кристофър Голдън
5. Sons of Entropy (1999) – с Кристофър Голдън
6. The Evil That Men Do (2000)
19. Immortal (1999) – с Кристофър Голдън
от серията има още 18 романа от различни автори

###### Серия „Бъфи – убийцата на вампири /за юноши/“ (Buffy the Vampire Slayer /Young Adult/)
2. Halloween Rain (1997) – с Кристофър Голдън
5. Blooded (1998) – с Кристофър Голдън
6. The Angel Chronicles (1998)
23. The Journals of Rupert Giles (2002)
от серията има още 22 романа от различни автори

###### Серия „Бъфи – убийцата на вампири: Ейнджъл“ (Buffy the Vampire Slayer: Angel)
- The Burning (2001) – с Джеф Мариот
- Door to Alternity (2001) – с Джеф Мариот
- The Long Way Home (1999) – с Джеф Мариот
- The Angel Casefiles (2002) – с Джеф Мариот
- Heat (2004)

от серията има още 5 романа от различни автори

###### Серия „Бъфи – убийцата на вампири: Прикзки за убийцата“ (Buffy the Vampire Slayer: Tales of the Slayer)
3. Tales of the Slayer, Vol. 3 (2003) – с Кристофър Голдън, Джеймс Мур, Ивон Наваро и Мел Одом
от серията има още 2 романа от различни автори

###### Серия „Ейнджъл“ (Angel)
1. City of (1999)
2. Not Forgotten (2000)
15. Endangered Species (2002) – с Джеф Мариот
16. The Longest Night (2002) – с Кристофър Голдън
от серията има още 33 романа от различни автори

##### Във вселената на „Сабрина – младата вещица“

###### Серия „Сабрина – младата вещица“ (Sabrina, the Teenage Witch) =
14. Spying Eyes (1998)
17. Eight Spells a Week (1999)
23. Bridal Bedlam (1999) – с Даяна Галахър
24. Scarabian Nights (1999) – Нел Сковил
28. Up, Up, and Away (1999)
29. Millennium Madness (1999)
от серията има още 62 романа от различни автори

###### Серия „Сабрина – младата вещица: Салемското пророчество“ (Sabrina, the Teenage Witch: Salem's Tails)
8. Feline Felon (1999) – с Марк Дубовски
от серията има още 14 романа от различни автори

###### Серия „Смолвил“ (Smallville)
3. Hauntings (2003)
6. Silence (2003)
от серията има още 6 романа от различни автори

###### Серия „Имало едно време“ (Once Upon a Time)
- Spirited (2004)
- The Rose Bride (2007)

от серията има още 16 романа от различни автори

#### Сборници
- Wings and Other Poems (1972) – поеми
- Dead in the Water (1984) – награда „Брам Стокър“
- Undead for a Day (2012) – с Крис Мари Грийн и Линда Томас-Съндстром
- Strange Spirits (2012) – с Крис Мари Грийн и Линда Томас-Съндстром
- Beyond the Pale (2014) – със Саладин Ахмед, Питър Бийгъл, Хедър Брюър, Джим Бъчър, Ками Гарсия, Джилиан Филип и Джейн Йолън
- Rocketeer (2014) – с Нанси Колинс, Грегъри Фрост, Коди Гудфелоу, Роберт Худ, Николай Кауфман, Лиза Мортън, Ивон Наваро, Саймън Кърт Ънсуърт и Дон Уеб

#### Разкази
- Blood Gothic (1985)
- Shift (1987)
- Cannibal Cats Come Out Tonight (1988)
- Have You Seen Me? (1991)
- Lady Madonna (1991) – награда „Брам Стокър“
- Crash Cart (1993)
- I Hear the Mermaids Singing (1993) – награда „Брам Стокър“
- In Search of Anton La Vey (1993)
- O Love, Thy Kiss (1993)
- Strawman (1993)
- 1-900-Witches (1994) – с Уейн Хордър
- As Green as Hope Itself (1994)
- Cafe Endless: Spring Rain (1994) – награда „Брам Стокър“
- Leaders of the Pack (1994)
- Love Me Tenderized or You Ain't Nothin' but a Hot Dog (1994)
- The Only Way to Fly (1994)
- Divine Right (1995)
- Heat (1995)
- Prayer of the Knight of the Sword (1995)
- Undercover (1995)
- Hell Is for Children (1996)
- Witch-Light (1996) – с Мелани Тем
- Blood Freak (1997)
- Bonus Notches (1997)
- Syngamy (1997)
- To Pine With Fear and Sorrow (1997)
- Little Dedo (1998)
- Skeleton Krewe (2000)

### Като Лоръл Чандлър

#### Самостоятелни романи
- Treasure of Love (1983)
- Heart's Victory (1983)
- Boundless Love (1984)
- Shades of Moonlight (1984)